# Synagoge van Cavaillon
De synagoge van Cavaillon is gebouwd door de Joden uit het Comtat Venaissin en is een van de oudste synagogen op Frans grondgebied. In het gebouw, dat eigendom is van de stad, huizen de Musées Jouve & Juif Comtadin. 

## Geschiedenis
De Joodse aanwezigheid in Cavaillon is geattesteerd sinds de 13e eeuw. In 1494 gaf de bisschop toestemming aan de lokale "Joden van de paus" om er een synagoge te bouwen, wat alleen maar kon omdat de stad niet tot het koninkrijk Frankrijk behoorde. Daar waren de Joden vanaf 1307 verdreven en moesten ze in 1495 ook het graafschap Provence verlaten. Naar Italiaans voorbeeld leefden de Joden van Cavaillon in een getto, genaamd carrière, dat 's nachts werd afgesloten. Ze moesten een gele hoed dragen.
De synagoge was discreet in het stadsweefsel opgenomen, maar stond niettemin centraal in het Joodse leven. Behalve om te bidden diende ze ook als lokaal waar de rabbijn les gaf en waar de baylons (bestuurders) vergaderden. De taal van de gemeenschap was het Judeo-Provençaals. In de carrière beschikten ze ook over een mikwe, die bewaard is.
In 1772-1774 is de synagoge herbouwd. Beneden was de bakkerij en de vrouwenruimte, boven de mannenruimte. De laatmiddeleeuwse toren en de lusters zijn het enige wat van de oude synagoge werd bewaard. In 1791 kende de Franse Revolutie een beter statuut toe aan de Joden en begonnen ze de carrière te verlaten. Tegen eind 19e eeuw was de gemeenschap teruggevallen van tweehonderd naar dertig personen.
Het gebouw is in 1924 beschermd. Een restauratie vond plaats in 1985-1987.

## Interieur
De synagoge op de bovenverdieping heeft een interieur in Lodewijk XV-stijl. Tegen de roosgekalkte muren zijn lichtgrijze lambriseringen aangebracht met gele en blauwe accenten. Twee trappen leiden naar de tribune met een smeedijzeren balustrade, waarin twee bladgouden menora's zijn verwerkt. Bijzonder is dat de bima zich op de tribune bevindt tegenover het schrijn waarin de Thorarollen worden bewaard, wat liturgische verplaatsingen van niet nader bekende aard impliceerde. Op een wolk in de hoek is een stoel van Elia ingericht.

## Musées Jouve & Juif Comtadin
De synagoge maakte deel uit van het patrimonium dat in de 19e eeuw door de familie Jouve is gered. In 1963 is op de benedenverdieping een museum ingericht. Het toont voornamelijk Joodse boeken, graftekens en cultusobjecten.